# Charlie Adler
Charlie Adler, pseudonimo di Charles Michael Adler (Boston, 2 ottobre 1956), è un doppiatore statunitense.

## Filmografia parziale

### Cinema
- Fuga dal mondo dei sogni (Cool World), regia di Ralph Bakshi (1992)
- Transformers, regia di Michael Bay (2007)
- Transformers 3, regia di Michael Bay (2011)

### Televisione
- My Little Pony, regia di Gerry Chiniquy, Milton Gray, Tom Ray, Nelson Shin e John Gibbs (1984)
- G.I. Joe: Arise, Serpentor, Arise!, regia di Ray Lee (1986)
- The Little Troll Prince, regia di Ray Patterson (1987)
- Tom and Jerry: The Fast and the Furry, regia di Bill Kopp (2005)
- Rocko's Modern Life: Static Cling, regia di Joe Murray e Cosmo Segurson (2018)

### Serie TV
- G.I. Joe – serie TV, 15 episodi (1986)
- SuperMouse (Mighty Mouse, the New Adventures) – serie TV, 8 episodi (1987-1988)
- Jem e le Holograms (Jem) – serie TV, 29 episodi (1985-1988)
- The Flintstone Kids – serie TV, 18 episodi (1986-1988)
- BraveStarr – serie TV, 64 episodi (1987-1988)
- I puffi (Smurfs) – serie TV, 49 episodi (1983-1989)
- TaleSpin – serie TV, 17 episodi (1990-1991)
- Tiny Toon Adventures – serie TV, 94 episodi (1990-1992)
- Ecco Pippo! (Goof Troop) – serie TV, 4 episodi (1992)
- Darkwing Duck – serie TV, 5 episodi (1991-1992)
- 2 Stupid Dogs – serie TV, episodi 1x2 (1993)
- Swat Kats: The Radical Squadron – serie TV, 23 episodi (1993-1994)
- Sonic the Hedgehog – serie TV, 26 episodi (1993-1994)
- Bonkers – serie TV, 13 episodi (1993-1994)
- Cro – serie TV, 18 episodi (1993-1994)
- Aladdin – serie TV, 7 episodi (1994)
- Beavis and Butt-Head – serie TV, episodi 5x42-5x47 (1995)
- Capitol Critters – serie TV, 13 episodi (1992-1995)
- Project G.e.e.K.e.R. – serie TV, 4 episodi (1996)
- Mighty Ducks – serie TV, 4 episodi (1996)
- I racconti della cripta (Tales from the Crypt) – serie TV, episodi 7x13 (1996)
- La vita moderna di Rocko (Rocko's Modern Life) – serie TV, 48 episodi (1993-1996)
- The Mask – serie TV, 4 episodi (1995-1996)
- Earthworm Jim – serie TV, 17 episodi (1995-1996)
- Aaahh!!! Real Monsters – serie TV, 52 episodi (1994-1997)
- Dino-Riders – serie TV, episodi 1x1 (1988)
- Mucca e pollo (Cow and Chicken) – serie TV, 47 episodi (1995-1999)
- Io sono Donato Fidato (I Am Weasel) – serie TV, 79 episodi (1997-1999)
- Ozzy & Drix – serie TV, episodi 1x12-2x8-2x13 (2003-2004)
- Alieni pazzeschi (2005)
- Space goofs - Vicini, troppo vicini! (Les zinzins de l'espace) – serie TV, 104 episodi (1997-2006)
- Brandy & Mr. Whiskers – serie TV, 77 episodi (2004-2006)
- Loonatics Unleashed – serie TV, 5 episodi (2005-2007)
- G.I. Joe: Renegades – serie TV, 14 episodi (2010-2011)
- The Tom and Jerry Show – serie TV, episodi 1x5 (2014)

### Videogiochi
- ClayFighter 63⅓ (1997)
- Fallout: A Post-Nuclear Role-Playing Game (1997)
- Fallout 2: A Post-Nuclear Role-Playing Game (1998)
- Planescape: Torment (1999)
- MadWorld (2009)

### Doppiatore
- Bravestarr: The Legend, regia di Tom Tataranowicz (1988)
- La grande avventura di Wilbur - La tela di Carlotta 2 (Charlotte's Web 2: Wilbur's Great Adventure), regia di Mario Piluso (2003)

## Doppiatori italiani
Da doppiatore è stato sostituito da:
- Stefano Dondi in I favolosi Tiny (Buster Bunny, 1^ voce)
- Diego Sabre in I favolosi Tiny (Buster Bunny, 2^ voce)
- Willy Moser in BraveStarr (Deputy Fuzz)
- Sandro Sardone in BraveStarr (Tex Hex)
- Emiliano Coltorti in The Mask (Pete)
- Mario Brusa in Alieni pazzeschi
- Ambrogio Colombo in La vita moderna di Rocko (Ed Bighead)
- Pinella Dragani e Marco Mete in Mucca e Pollo e Io sono Donato Fidato (Mucca e Pollo)
- Vittorio Stagni in Io sono Donato Fidato (Matteo Babbeo)
- Francesco Pannofino in Mucca e Pollo e Io sono Donato Fidato (Il Rosso)
- Davide Lepore in Brandy e Mr. Whiskers (Mr. Whiskers)
- Oliviero Dinelli in Aladdin (Mekanikos)
- Tony Fuochi in Jem (Eric Raymond)